# Феодор (Гандур)
Епи́скоп Фео́дор (араб. الأسقف تيودور‎, англ. Bishop Theodore, в миру Руни Илия Гандур, араб. روني الياس الغندور‎, фр. Elias Ghandour; 27 июня 1977, Захле) — епископ Антиохийской православной церкви, епископ Апамейский, викарий Дамасской епархии.

## Биография
25 марта 2004 года в Захле митрополитом Захлийским и Баальбекским Спиридоном (Хури) был возведён в сан иподиакона. 24 апреля 2005 года в соборе святого Николая в Захле тем же иерархом был рукоположен в сан диакона. 13 сентября 2008 года в соборе святого Николая в Захле тем же иерархом был рукоположен в сан священника. 17 июля 2011 в соборе святого Николая в Захле тем же иерархом был возведён в сан архимандрита.
5 октября 2017 года на заседании Священного Синода Антиохийской Православной Церкви был избран викарным епископом патриаршей кафедры.
26 ноября того же года в храме Святого Креста города Дамаска последовала его епископская хиротония, совершённая сонмом архиереев во главе с патриархом Антиохийским и всего Востока Иоанном X